# آنا تاتيشفيلي
آنا تاتيشفيلي (بالإنجليزية: Anna Tatishvili)‏ (بالجورجية: ანა ტატიშვილი)، من مواليد 3 فبراير 1990 في تبليسي) هي لاعبة تنس أمريكية.
وقد فازت بأحد عشر لقب في الفردي وفي الزوجي سبعة ألقاب في ال ITF في حياتها المهنية. في 8 تشرين الأول 2012، وصلت أفضل تصنيف في الفردي لها لتحتل المرتبة رقم 50. في 21 مايو 2012، وقالت أنها بلغت ذروتها في العالم عدد 59 في التصنيف العالمي الزوجي.
أكبر إنجاز لتاتيشفيلي حتى الآن هو بلوغ الدور الرابع في بطولة الولايات المتحدة المفتوحة 2012، والتي كانت هزمت من قبل رقم 1 فيكتوريا ازارينكا بمجموعتين متتاليتين.

## روابط خارجية
- آنا تاتيشفيلي على موقع رابطة محترفات التنس (الإنجليزية)
- آنا تاتيشفيلي على موقع الاتحاد الدولي لكرة المضرب (الإنجليزية)
- آنا تاتيشفيلي على موقع كأس بيلي جين كينغ (الإنجليزية)
- آنا تاتيشفيلي على موقع خلاصة التنس.كوم (الإنجليزية)
- آنا تاتيشفيلي على موقع إي إس بي إن.كوم (الإنجليزية)
- آنا تاتيشفيلي على موقع أوليمبيديا (الإنجليزية)